# Guillermo Echavarría Misas
Guillermo Echavarría Misas (Medellín, 1888 - Medellín 1985) fue un empresario colombiano. Fue el fundador de la Compañía Colombiana de Navegación Aérea, la segunda empresa más antigua de aviación del mundo en 1919.

## Carrera
En septiembre de 1919, fundó la aerolínea CCNA - Compañía Colombiana de Navegación Aérea, al igual que fue miembro de la Academia Antioqueña de Historia.